# NGC 6970
NGC 6970 este o galaxie situată în constelația Indianul. A fost descoperită în 2 octombrie 1834 de către John Herschel. Se află la o distanță de 74,58 de megaparseci de Pământ.